# Frédéric Doucet
Frédéric Doucet (ur. 29 czerwca 1981 w Reims) – francuski wioślarz.

## Osiągnięcia
- Mistrzostwa Świata Juniorów – Linz 1998 – czwórka podwójna – 5. miejsce[1].
- Mistrzostwa Świata Juniorów – Płowdiw 1999 – jedynka – 5. miejsce[1].
- Mistrzostwa Świata – Sewilla 2002 – czwórka podwójna – 12. miejsce[1].
- Mistrzostwa Świata – Mediolan 2003 – czwórka podwójna – 8. miejsce[1].
- Mistrzostwa Świata – Monachium 2007 – ósemka – 11. miejsce[1].
- Mistrzostwa Europy – Ateny 2008 – ósemka – 1. miejsce[1].